# Булгаково (Раменский район)
Булга́ково — деревня в Раменском муниципальном районе Московской области. Входит в состав сельского поселения Ульянинское. Население — 64 чел. (2010).

## География
Деревня Булгаково расположена в южной части Раменского района, примерно в 35 км к югу от города Раменское. Высота над уровнем моря 147 м. К деревне приписано 2 СНТ — Афганец и Глория. Ближайший населённый пункт — деревня Лысцево. Ближе всех прилегает КП Булгаково, т.е. коттеджный посёлок Булгаково (147 участков).

## История
В 1926 году деревня входила в Лысцевский сельсовет Чаплыженской волости Бронницкого уезда Московской губернии.
С 1929 года — населённый пункт в составе Бронницкого района Коломенского округа Московской области. 3 июня 1959 года Бронницкий район был упразднён, деревня передана в Люберецкий район. С 1960 года в составе Раменского района.
До муниципальной реформы 2006 года деревня входила в состав Ульянинского сельского округа Раменского района.

## Население
| 1926 | 2002 | 2010 |
| ---- | ---- | ---- |
| 219  | ↘12  | ↗64  |

В 1926 году в деревне проживало 219 человек (98 мужчин, 121 женщина), насчитывалось 36 крестьянских хозяйств. По переписи 2002 года — 12 человек (6 мужчин, 6 женщин).